# Ferdinand von Ziegenhierd
Ferdinand Werner von Ziegenhierd (* im 19. Jahrhundert; † im 19. Jahrhundert) war ein deutscher Rittergutsbesitzer und Politiker.

## Leben
Die Familie Ziegenhierd war seit 1745 im Ziegenhierdsches Ländchen ansässig. Sein Großvater Friedrich Theodor Köpke wurde vom kinderlosen Johann Ferdinand August von Ziegenhierd adoptiert und am 22. Oktober 1798 als von Ziegenhierd geadelt. Ferdinand von Ziegenhierd war der Sohn des Erb-Lehn- und Gerichtsherren Friedrich Theodor von Ziegenhierd auf Liebschwitz, Loitzsch und Lichtenberg († 27. Februar 1854). Ferdinand blieb unverheiratet und hatte einen unehelichen Sohn mit Aria Rosina Buchert aus Liebschwitz. Sein Bruder Hugo Werner von Ziegenhierd wurde ebenfalls Abgeordneter, seine Schwester Laura heiratete den späteren Obergerichtsrat und Abgeordneten Wilhelm Schneider.
Ferdinand von Ziegenhierd war Rittergutsbesitzer auf Liebschwitz und Lichtenberg.
Vom 1. Oktober 1857 bis Anfang Dezember 1859 war er Abgeordneter im Landtag Reuß jüngerer Linie.